# Làm mịn
Trong thống kê và xử lý hình ảnh, làm mịn (tiếng Anh: smoothing) một tập dữ liệu là tạo một hàm gần đúng, cố gắng nắm bắt các mẫu quan trọng trong dữ liệu, đồng thời loại bỏ nhiễu hoặc các cấu trúc/hiện tượng quy mô nhỏ khác. Khi làm mịn, các điểm dữ liệu của tín hiệu được sửa đổi để các điểm riêng lẻ cao hơn các điểm liền kề (có lẽ là do nhiễu) bị giảm đi và các điểm thấp hơn các điểm liền kề được tăng lên dẫn đến tín hiệu "mượt mà" hơn. Làm mịn được sử dụng theo hai cách quan trọng có thể hỗ trợ phân tích dữ liệuː (1) trích xuất thêm thông tin từ dữ liệu miễn là giả định làm mịn hợp lý và (2) cung cấp các phân tích linh hoạt và mạnh mẽ. Nhiều thuật toán khác nhau được sử dụng trong làm mịn.

## Làm mịn tuyến tính
Trong trường hợp các giá trị được làm mịn có thể được viết dưới dạng biến đổi tuyến tính của các giá trị được quan sát, hoạt động làm mịn lúc này được gọi là làm làm mịn tuyến tính (linear smoother); ma trận đại diện cho phép biến đổi được gọi là ma trận làm mịn (smoother matrix) hoặc ma trận mũ (hat matrix).
Hoạt động áp dụng phép biến đổi ma trận như vậy được gọi là tích chập. Do đó, ma trận còn được gọi là ma trận tích chập hoặc nhân tích chập. Trong trường hợp chuỗi điểm dữ liệu đơn giản (chứ không phải là hình ảnh đa chiều), nhân tích chập là một vectơ một chiều.

## Thuật toán
Một trong những thuật toán phổ biến nhất là "trung bình trượt" (moving average), thường được sử dụng để nắm bắt các xu hướng quan trọng trong các cuộc điều tra thống kê lặp đi lặp lại. Trong xử lý hình ảnh và thị giác máy tính, các ý tưởng làm mịn được sử dụng trong các biểu diễn không gian tỷ lệ. Thuật toán làm mịn đơn giản nhất là "hình chữ nhật" (rectangular) hoặc "làm mịn trung bình trượt không trọng số" (unweighted sliding-average smooth). Phương pháp này thay thế từng điểm trong tín hiệu bằng giá trị trung bình của "m" điểm liền kề, trong đó "m" là một số nguyên dương được gọi là "độ rộng làm mịn" (smooth width). Thông thường m là số lẻ. Làm mịn hình tam giác (triangular smooth) giống như làm mịn hình chữ nhật (rectangular smooth) ngoại trừ việc nó thực hiện làm mịn có trọng số.